# Агалина (ледник)
 Тази статия е за ледника в Антарктика.  За скалните образувания вижте Абрит.  
Агалина (64°26′20″ ю. ш. 61°26′00″ з. д. / 64.438889° ю. ш. 61.433333° з. д.) е ледник на Земя Греъм в Антарктика. Получава това име в чест на скалните образувания по южното черноморско крайбрежие Агалина през 2010 г.

## Описание
Ледникът е с дължина 4,8 km и ширина 2,9 km на полуостров Пефаур, бряг Данко от западната страна на Антарктическия полуостров. Разположен северно от ледниците Уелман, източно от Подуене и западно от Крапец. Оттича се на север в проток Греъм и в западния ръкав на залива Салвесен.

## Картографиране
Британско картографиране през 1978 г.

## Карти
- Antarctic Digital Database (ADD). Scale 1:250000 topographic map of Antarctica. Scientific Committee on Antarctic Research (SCAR), 1993 – 2012.